# Sphaerocardamum compressum
Sphaerocardamum compressum là một loài thực vật có hoa trong họ Cải. Loài này được (Rollins) Rollins miêu tả khoa học đầu tiên năm 1984.